# 앱티튜드
앱티튜드(aptitude)는 어드밴스트 패키징 툴 (APT)의 프론트엔드 프로그램이다. 앱티튜드는 소프트웨어 패키지의 목록을 보여주고, 사용자가 패키지를 능동적으로 설치 혹은 삭제하도록 허용한다. 앱티튜드는 특히 유연한 검색 패턴을 지원하는 검색 기능을 가지고 있다. 원래 데비안을 위해 개발되었지만, RPM 패키지 매니저 (RPM) 기반 배포판에서도 등장한다.

## 사용자 인터페이스
앱티튜드는 ncurses 컴퓨터 터미널 라이브러리에 기반을 두고 있는데, 그래픽 사용자 인터페이스에서 발견되는 무형의 요소 (풀-다운 메뉴 등) 가 발견되고 있다.
ncurses 인터페이스에 더해서, 앱티튜드는 확장적인 커맨드 라인 인터페이스 (CLI)를 제공한다. 앱티튜드는 하나의 실행 가능한 파일이지만, 앱티튜드는 어드밴스트 패키징 툴류 프로그램들 (apt-get, apt-cache, apt-listchanges 등)과 비슷한 CLI를 제공한다. 또한 앱티튜드는 대부분의 apt-get 커맨드 라인 변수들을 제공함으로써 apt-get의 완전한 대체 프로그램으로써 기능한다. 과거에는 앱티튜드와 apt-get 을 같이 사용하지 않을 것을 권장하였었으나, 현재는 두 프로그램이 의존성을 만족하기 위해 설치되는 목록의 리스트를 공유, 추적하기 때문에 더 이상 그렇지 않다.
앱티튜드-GTK는 GTK+와 QT 기반의 앱티튜드-Qt를 이용한 그래픽 환경을 제공한다.

## 역사
앱티튜드는 1999년에 처음 개발되었다. 당시에는 두개의 다른 터미널 기반 APT 프론트-엔드 소프트웨어가 있었는데, 그것은 APT가 생성되기 전에 데비안 패키지를 관리하던 dselect 프로그램이고, 다른 하나는 콘솔 apt 프로그램인데, dselect의 상속된 프로그램으로 추정되는 프로그램이다. 앱티튜드는 더 많은 기능을 제공하는 유연한 프로그램으로써 콘솔 apt 프로그램보다 객체 지향 프로그램 다운 프로그램을 제공하기 위해 개발되었다.
앱티튜드의 첫 공개 릴리즈는 1999년 11월 18일에 버전 0.0.1로 이루어졌다. 초기 릴리즈는 매우 제한된 기능을 갖고 있었는데, 사용 가능한 패키지의 목록을 제공하는데, 실제로 패키지를 다운로드하거나 설치하는 것은 불가능했다. 버전 0.0.4a에서, 패키지 다운로드 및 설치 기능 뿐만 아니라 많은 발전이 같이 이루어진 후, 데비안 2.2 (코드네임  potato )에 추가되었다.
2000년 말에, 사용자 인터페이스 모듈이 재작성되어서, 새로운 libsigc++ 기반 소프트웨어 아키텍처가 도입되었고, 콜백 라이브러리와 GTK+ 나 Qt 같은 위젯 툴킷 개념이 도입되었다. 이러한 기능의 추가로 팝업이나 풀다운 메뉴가 도입되었다.  앱티튜드의 특이한 Minesweeper 일부 도입은 이 시기에 추가되었다. 이러한 재작성된 코드를 반영한 첫 릴리즈는 0.2.0이고, 앱티튜드 0.2.11.1은 데비안 3.0 (코드네임 Woody)에 포함되었다. 이 시기에, console-apt 프로젝트 (deity로 개명됨)는 프로젝트 메인테이너에 의해 포기되었고, Woody에서 제거되었다. 앱티튜드는 iOS로 포팅되었다.

## 이스터 에그

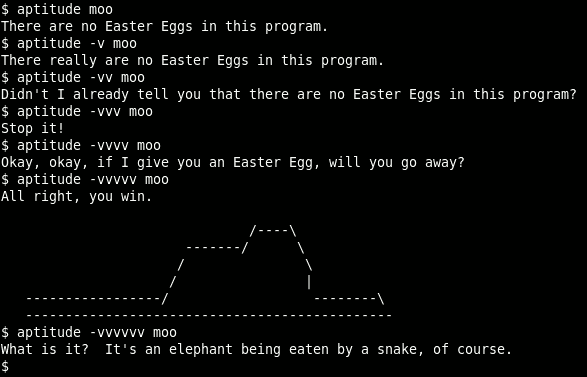
앱티튜드 이스터 에그의 한 버전. 어린 왕자를 모티프로 삼았다.

앱티튜드는 어드밴스트 패키징 툴과 다르게 "슈퍼 소"를 갖고 있지 않다. apt-get에서 "슈퍼 소"는 apt-get moo를 실행하면 볼 수 있다. 그러나, 앱티튜드에서 'moo'를 실행하면 "이스터 에그가 존재하지 않음"이라는 문구를 받게 된다.
그러나 aptitude -v moo와 aptitude -vv moo를 동시에 실행함으로써, 사용자는 이 명령을 실행하지 말라는 문구와 함께, 끝에 생텍쥐페리의 어린 왕자  그림이 나온다. 각각의 버전은 각각 다른 이스터 에그를 갖고 있다.
더욱이, 패키지 설명은 "앱티튜드는 가볍고 깨끗하며 길들여진 Y2K 호환" 프로그램이라고 명시하고 있다.

## 같이 보기
- 앱스트림
- K패키지
- 시냅틱
- 패키지 관리